# Черці
Черці́ — колишнє село в Україні, в Недригайлівському районі Сумської області.
Зняте з обліку рішенням Сумської облради  від 16 серпня 2013 року.
Село Черці знаходиться за 1 км від правого берега річки Вільшанка. На відстані до 1,5 км розташовані села Мірки, Тимченки і Саєве. По селу протікає пересихаючий струмок з загатою.

## Населення

### Мова
Розподіл населення за рідною мовою за даними перепису 2001 року:
| Мова       | Кількість | Відсоток |
| ---------- | --------- | -------- |
| українська | 3         | 100%     |

| Україна | Це незавершена стаття з географії України. Ви можете допомогти проєкту, виправивши або дописавши її. |

1. ↑  Рідні мови в об'єднаних територіальних громадах України — Український центр суспільних даних